# Steinberg-Dörfl
Pour les articles homonymes, voir Steinberg.
Steinberg-Dörfl est une commune autrichienne du district d'Oberpullendorf dans le Burgenland.